# 헬기 수송 모함

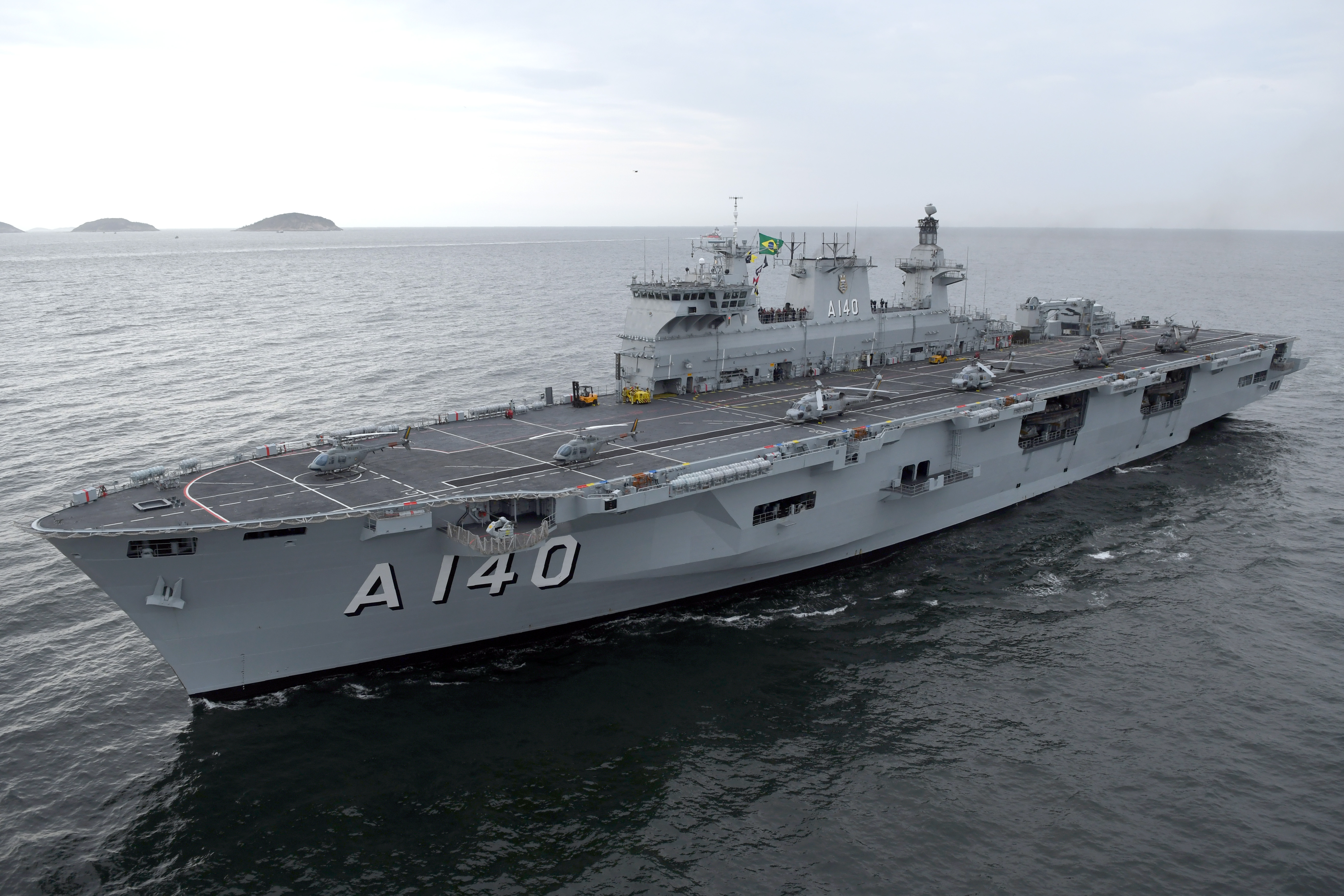
NAM Atlantico

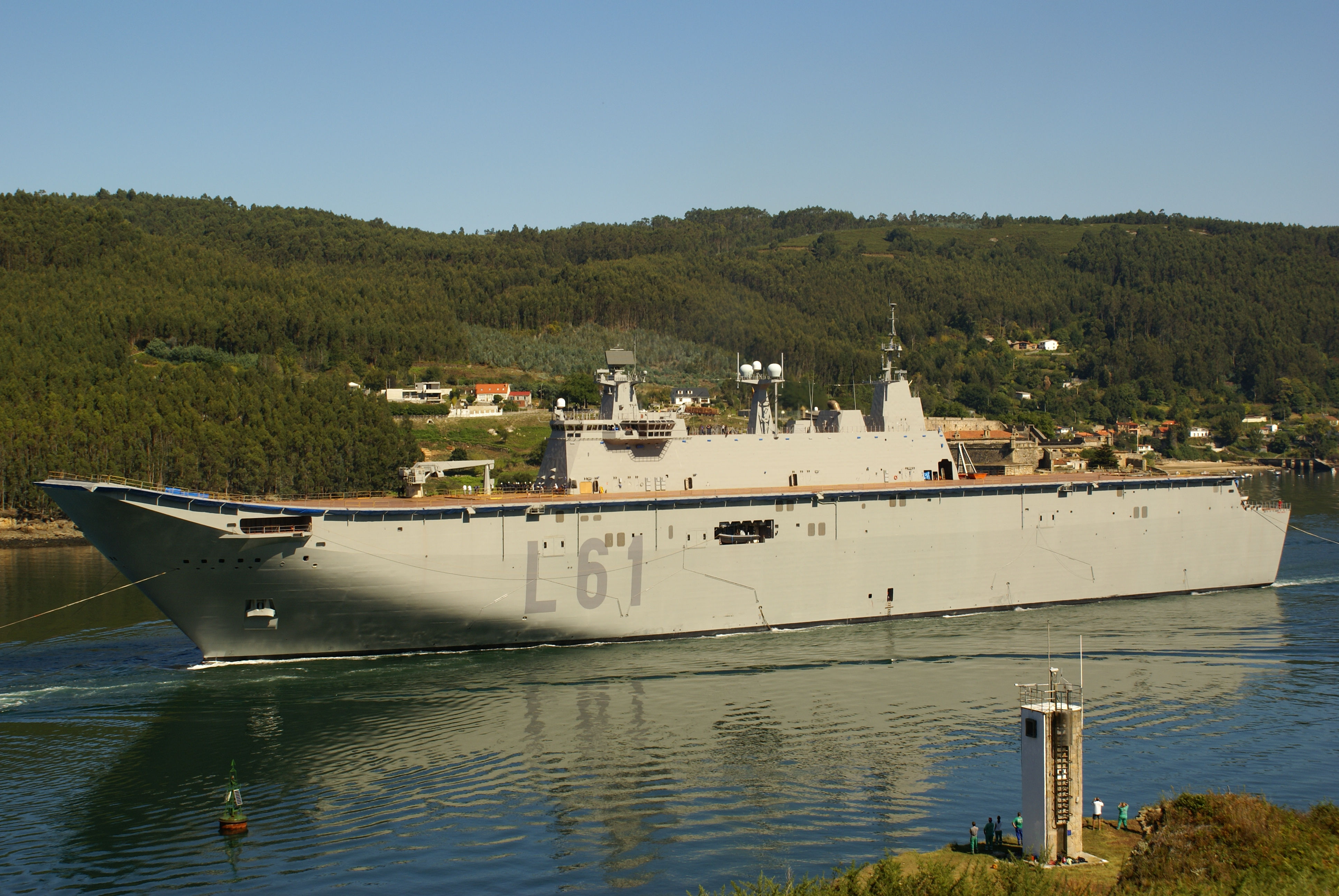
독도함과 매우 유사한 스페인 해군의 SPS 후안 카를로스 1세는 LHD로 불린다.

헬리콥터 수송 모함(영어: Landing Platform Helicopter (LPH))은 미국 해군 분류 기호에서 선거가 없는 강습상륙함의 분류이다.
최초의 헬리콥터 강습상륙함으로 분류된 함선은 1961년부터 2002년까지 실전배치되었던 미국 해군의 이오지마급 강습상륙함이다. 이오지마급 LPH는 헬리콥터 항공모함으로도 분류되었으며 총 7척이 건조되었다. 헬리콥터 20대와 1,800명의 해병대를 수용할 수 있었다. 이오지급 LPH을 건조하기 이전에는 24척의 에섹스급 항공모함에서 USS 복서, USS 프린스턴, USS 밸리포지의 3척이 LPH로 개조하여 운용하였다.

## 현재 세계 각국에서의 운영 상황

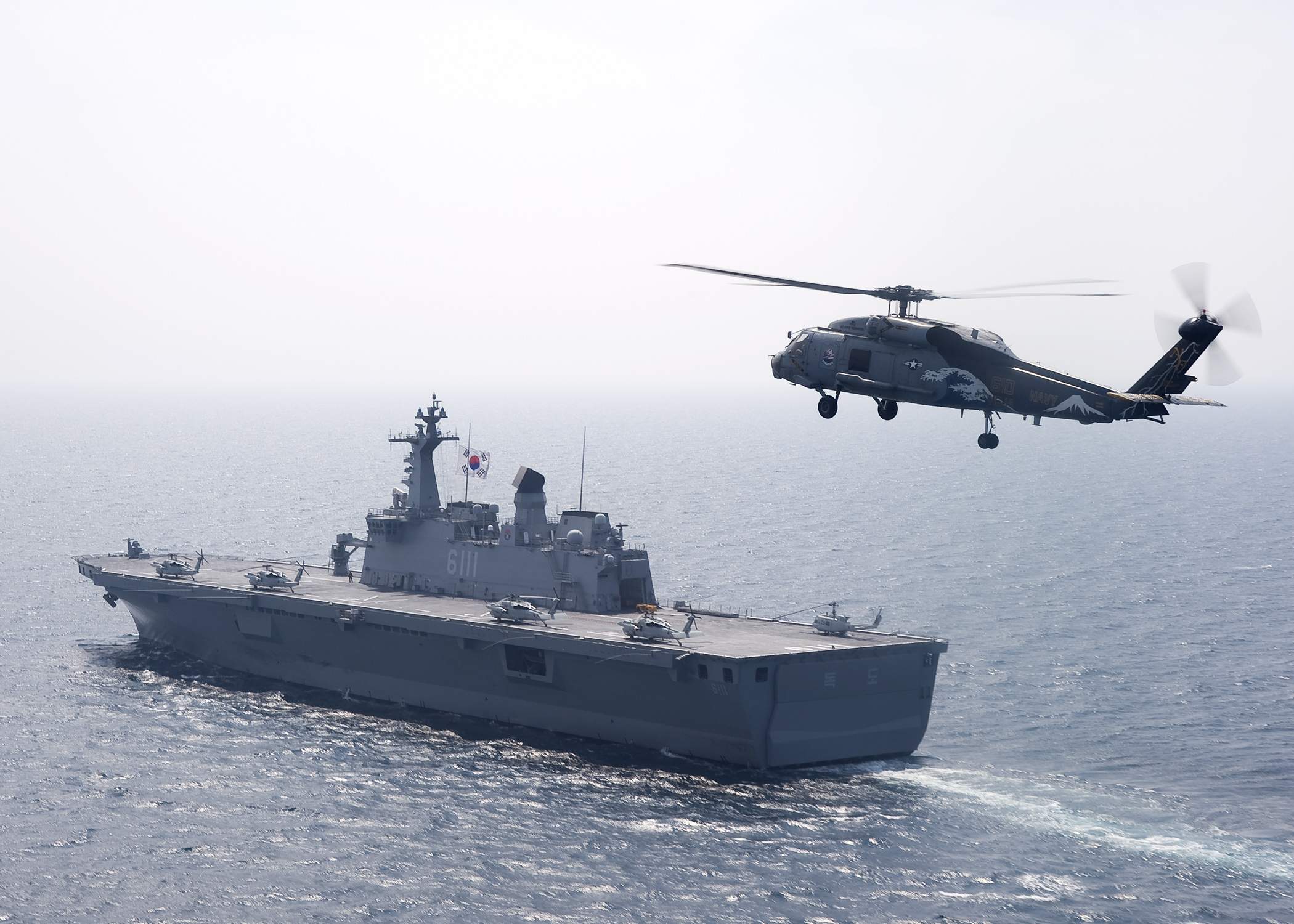
미해군 SH-60F 시호크가 LPH-6111 독도함에 접근중이다.

### 대한민국
- LPH-6111 독도
- LPH-6112 마라도

대한민국 해군은 LPH로 분류하였으나, 그 외 국가에서는 독도함과 마라도함을 함미에 도크가 있는 것을 근거로, 다목적 강습상륙함(LHD)로 분류하였다.

### 브라질
- HMS 오션 (L12) - 이전 유일한 영국의 LPH 항공모함이다. NAM Atlantico로 운영 중

## 같이 보기
- 다목적 강습상륙함